# Челси Кейн
Челси Кейн Стоб (на английски: Chelsea Kane Staub; родена на 15 септември 1988) е американска певица и актриса. През 2010 г. променя името си на Челси Кейн. Първата роля, с която става известна, е във филма Bratz: Филмът. Но истински се прочува като Стела Малоун – познатата на всички стилистка и гадже на Джо Джонас от Jonas L.A. – ситуационна комедия по Disney Channel.
През 2010 участва във филмът Starstruck като Алексис Бендър.

## Биография
Челси е дъщеря на Беки и Джон Стоб. Израства във Финикс, Аризона, където посещава гимназията Мохаве. След това се записва в гимназията Сагуаро, където учи в продължение на една година, преди да се премести в Лос Анджелис.

## Кариера
През 2007 г. излизат първите ѝ две песни от филма Bratz: Филмът – Fabulous and It's All About Me.
Следващите са от 2010 и 2011 г. Едната е в дует с групата Екшън Айтъм – When Everything Falls Back Down. Другата се нарича The Times They Are a Changin.